# 时频谱

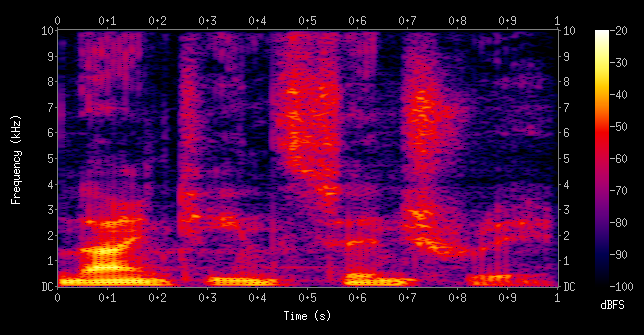
英文单词“nineteenth century”的发音时频谱。纵向为微小时间间隔内声波的频率分布，横向为各频率随时间的变化。最右侧的图例条表示颜色越深的区域强度越大。该图中的声音在低频率区域分布更多更密集，因为这是男声。

时频谱（英語：Spectrogram）又稱声譜图（voicegram），是一种描述波动的各频率成分如何随时间变化的热图。利用傅里叶变换得到的传统的2维频谱可展示复杂的波动是如何按比例分解为简单波的叠加（分解为频谱），但是无法同时体现它们随时间的变化。能对波动的时间变量与频率分布同时进行分析的常用数学方法是短时距傅里叶变换，但是直接绘成3维图像的话又不便于在纸面上观察和分析。时频谱在借助时频分析方法的基础上，以热图的形式将第3维的数值用颜色的深浅加以呈现。

## 时频分析
时频分析是频谱分析的推广，比频谱分析更加直观。在分析一段隨時間而變化的信號時，若單純以離散（或離散-時間）傅立葉轉換（Discrete (Time) Fourier Transform），我們能得到信號的所有頻率資訊，但是卻缺乏時間的資訊。以語音信號為例，若以離散傅立葉轉換分析（DFT/FFT），可以得知該段聲音中有哪些頻率出現，卻無法得知該頻率出現的時間點。但若以時頻分析（利用短時距傅立葉變換，STFT）來分析語音信號，我們會在每個取樣時間點上乘上一個窗函數，再做離散傅立葉轉換，因此在這段短時間中，我們就具有該信號的頻率成分，即可得知在該段時間中，語音信號的頻率為何，最後將整段信號做時頻分析，就可以得到該信號的時頻分布圖
{\displaystyle {X}\left({t,f}\right)=\int _{-\infty }^{\infty }{w\left({t-\tau }\right)}{x}\left({\tau }\right)\,{e^{-j2\pi \,f\tau }}d\tau }
时頻譜即是描繪信號的時間和頻率分布的热图，顯示時頻分析的結果
{\displaystyle SP(t,f)=\left|X(t,f)\right|^{2}=X(t,f)X^{*}(t,f)}